# The New America
The New America is het elfde studioalbum van de Amerikaanse punkband Bad Religion. De meeste teksten van de nummers op het album gaan in plaats van over de gebruikelijke politieke aspecten over persoonlijke problemen, zoals de scheiding waarin zanger Greg Graffin toen verkeerde.
Het album werd in 2000 door Sputnikmusic uitgeroepen tot het op zesentwintig na beste punkalbum van het jaar.

## Tracklist
1. "You've Got a Chance" - 3:41 (Greg Graffin)
2. "It's a Long Way to the Promised Land" - 2:29 (Greg Graffin)
3. "A World without Melody" - 2:32 (Greg Graffin)
4. "The New America" - 3:25 (Greg Graffin)
5. "1000 Memories" - 3:00 (Greg Graffin)
6. "A Streetkid Named Desire" - 3:17 (Greg Graffin)
7. "Whisper in Time" - 2:32 (Greg Graffin)
8. "Believe It" - 3:41 (Greg Graffin & Brett Gurewitz)
9. "I Love My Computer" - 3:06 (Greg Graffin)
10. "The Hopeless Housewife" - 2:59 (Greg Graffin)
11. "There Will Be a Way" - 2:53 (Greg Graffin)
12. "Let It Burn" - 2:44 (Greg Graffin)
13. "Don't Sell Me Short" - 3:58 (Greg Graffin)
14. "The Fast Life" (bonusnummer op de Europese en Japanse uitgave) (Greg Graffin)
15. "Queen of the 21st Century" (bonusnummer op de Japanse uitgave) (Greg Graffin)

Noot: tussen haakjes staat de tekstschrijver.

## Medewerkers
- Greg Graffin - zang
- Brian Baker - gitaar
- Greg Hetson - gitaar
- Jay Bentley - basgitaar
- Bobby Schayer - drums
- Brett Gurewitz - gitaar in "Believe It"